# Dag Esmee
Dag Esmee is een nummer van Acda & de Munnik. Het is afkomstig van hun single Drie keer vallen en hun debuutalbum Acda en De Munnik, geproduceerd door Sander Janssen. Geen van de singles van dat album Het geeft niet, Als het vuur gedoofd is en Drie keer vallen werd een hit; het album daarentegen stond in 1997, 1998 en 1999 122 weken in de Album Top 100.
Het lied gaat over twee mensen die elkaar na jaren na de middelbare school ontmoeten. De één is prostituée geworden. De ander is na vier jaar de Kleinkunstacademie een somberend artiest met nog niet al te veel succes (er zijn duizend wachtenden voor hem).

## NPO Radio 2 Top 2000
Dag Esmee stond alleen in 2015 in de NPO Radio 2 Top 2000, op plek 1847.